# Rolf Gerhard Rutter
Rolf Gerhard Rutter (* 10. August 1943 in Bielefeld) ist ein Hamburger Politiker (Partei Rechtsstaatlicher Offensive).

## Leben
Rutter ist Witwer und hat eine erwachsene Tochter. Er absolvierte nach Volksschule und Gymnasium eine Ausbildung zum Groß- und Außenhandelskaufmann. Nach mehreren Branchenwechseln war er als Verkaufs- und Marketingleiter in Unternehmen der Lebensmittelindustrie tätig. Er ist Mitbegründer des Agrarmarketing e. V. Nordrhein-Westfalen. Später war er in Projektentwicklung, Beratung und Schulung sowie in der Produktion von Informationsfilmen tätig.

## Politik
Rutter war zunächst stellvertretender Landesvorsitzender der Partei Graue Panther. Später wechselte er zur Partei Rechtsstaatlicher Offensive. Für diese war er von Oktober 2001 bis März 2004 Mitglied der Hamburgischen Bürgerschaft, stellvertretender Fraktionsvorsitzender sowie Mitglied des Gesundheits- und des Sozialausschusses.